# Oeno
A ilha de Oeno é um atol desabitado ao sul no Oceano Pacífico. Administrativamente, faz parte do arquipélago de Pitcairn que são territórios britânicos ultramarinos. Oeno tem um diâmetro de 5 km, incluindo sua lagoa central; com uma área total de mais do que 20 km². Oeno está localizada a 143 km noroeste da Ilha de Picairn, na Polinésia, Oceania. Existem duas ilhotas maiores e três menores ao redor do atol de Oeno. A sua área terrestre total é de somente 0,69 km². A ilha serve de local de férias para os poucos residentes da ilha de Pitcairn. A ilha de Oeno tem umas árvores, arbustos e palmeiras e há água potável instalada na ilha.

## História
26 de Janeiro de 1824O Capitão George Worth, dos EUA, descobriu a ilha a bordo do baleeiro Oeno e com o mesmo nome batizou a ilha.
10 de Julho de 1902Oeno fora anexada pelo Reino Unido.
1938Incorporou-se na colônia das Ilhas Pitcairn.